# Rap Olympics
Rap Olympics er en freestyle rap battle konkurrence, som oprindeligt blev afholdt i Los Angeles, Californien i 1997. Det blev omstruktureret i 2005 og begivenheden blev ændret til at blive afholdt i Miami i Florida. Arrangementet blev oprindelig grundlagt af Wendy Day og Rap Coalition.
OL 1997 anses for at være "udgangspunktet for Eminem's karriere. Efter han endte på andenpladsen, med hans bedste ven Proof på 1. pladsen, fangede Eminem opmærksomhed hos producenten Jimmy Iovine, der fremlagde Eminems demobånd til Dr. Dre, der underskrev ham kort efter.